# Патріс Абанда
Патріс Абанда (фр. Patrice Abanda, нар. 3 серпня 1978, Яунде) — камерунський футболіст, що грав на позиції захисника.
Виступав за низку європейських клубів, а також національну збірну Камеруну, у складі якої був учасником чемпіонату світу 1998 року, а також золотим медалістом Олімпійських ігор 2000 року.

## Клубна кар'єра
У дорослому футболі дебютував 1995 року виступами за команду клубу «Тоннер», в якій провів три сезони. 
1998 року переїхав до Європи, де став гравцем грецького клубу ПАОК, у складі якого, утім, до головної команди не пробився. А в 1999–2000 роках грав за інший шрецький клуб, «Аполлон» (Каламарія).
Протягом 2000–2004 років був гравцем працької «Спарти», проте здебільшого грав за другу команду клубу. Згодом залишився у Чехії і провів по одному сезону за «Дрновіце» та «Тепліце».
Завершив професійну ігрову кар'єру в албанському клубі «Беса», за команду якого виступав протягом 2006—2007 років.

## Виступи за збірну
1995 року дебютував в офіційних матчах у складі національної збірної Камеруну. Протягом кар'єри у національній команді, яка тривала 10 років, провів у формі головної команди країни 9 матчів, забивши 1 гол.
У складі збірної був учасником чемпіонату світу 1998 року у Франції, де на поле, утім не виходив. За два роки став золотим медалістом Олімпійських ігор у Сіднеї.

## Титули і досягнення
- Олімпійський чемпіон: 2000